# رايموند جاكوبس (رجل أعمال)
رايموند جاكوبس (بالإنجليزية: Raymond Jacobs)‏ هو شخصية أعمال ومصور أمريكي، ولد في 26 أبريل 1923 في نيويورك في الولايات المتحدة، وتوفي في 17 مارس 1993 في تورينغتون في الولايات المتحدة.

## وصلات خارجية
- الموقع الرسمي